# Nautisk term
Nautisk term eller sjöterm är en benämning på ord eller uttryck som används ombord på fartyg och båtar, samt ihop med fartygs och båtars byggnad eller handhavande.